# Ahornfels

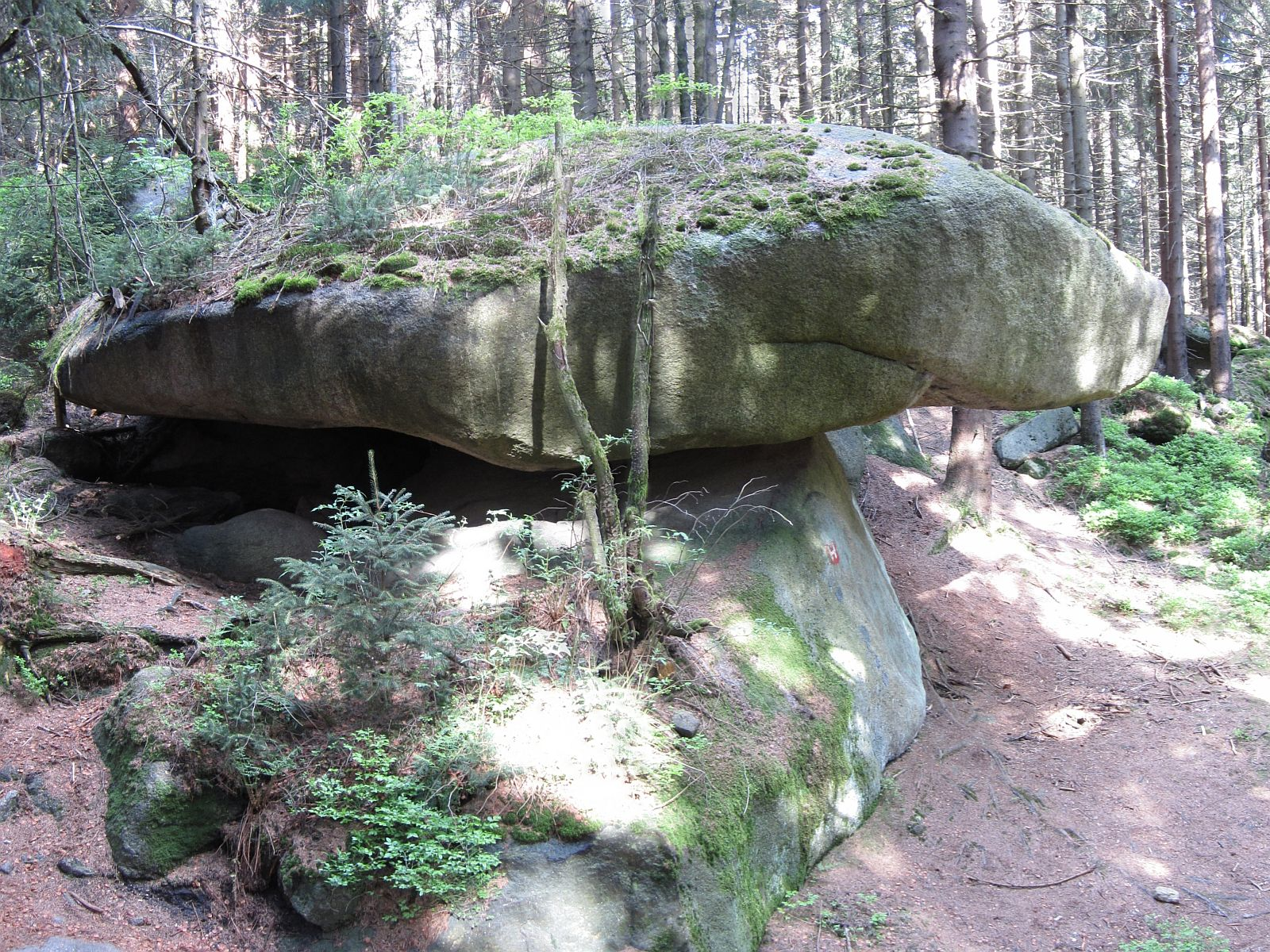
Ahornfelsen von Südwesten gesehen

Der Ahornfelsen (volkstümlich Ahornfels) ist eine etwa 10 Meter hohe, teilweise überhängende Granitfelsgruppe aus Zinngranit im Gemeindefreien Gebiet Neubauer Forst-Süd im Naturraum Hohes Fichtelgebirge (Bayern). Sie befindet sich am Süd-West-Hang des Seehügels in einer Höhe von 910 m ü. NN im Schneebergmassiv. Man erreicht sie auf dem Blaukreuzwanderweg (Seehaussteig) vom Fichtelsee (Gemeinde Fichtelberg) zum Seehaus, dem Unterkunftshaus des Fichtelgebirgsvereins (Gemeinde Tröstau).

## Naturschutz
Die Felsen haben den Schutzstatus eines Naturdenkmals.
Geotopkataster der Bayerischen Landesamtes für Umwelt: Geotop-Nr. 479R026